# Venetian Pool

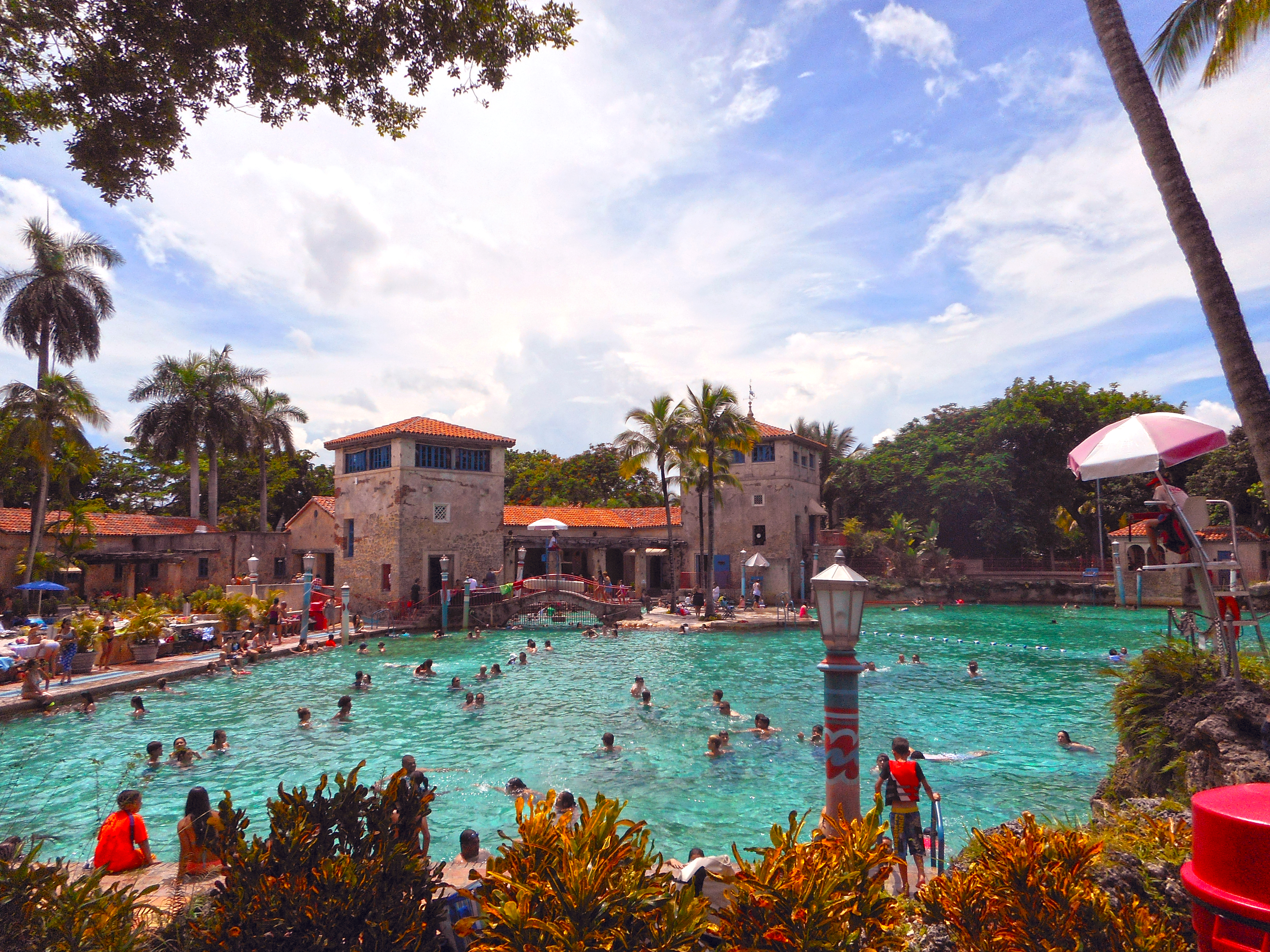
Venetian Pool

Venetian Pool (em português: Piscina Veneziana) é uma piscina pública histórica dos Estados Unidos localizada em Coral Gables, na Flórida. Concluída em 1924, foi projetada por Phineas Paist com Denman Fink.
Em 1981, Venetian Pool foi adicionada ao Registro Nacional de Lugares Históricos, e é a única piscina listada no registro.